# Jean Boubée
Jean Boubée (ur. 11 października 1900 w Biarritz, zm. 7 kwietnia 1973 w Paryżu) – francuski rugbysta grający w trzeciej linii młyna, reprezentant kraju, mistrz Francji w 1920 roku.

## Kariera sportowa
W trakcie kariery sportowej związany był kolejno z klubami Aviron Bayonnais, Biarritz Olympique, SCUF, Stadoceste tarbais i SU Agen. Ze Stadoceste tarbais zdobył mistrzostwo kraju w sezonie 1919/1920.
W reprezentacji Francji w latach 1921–1925 rozegrał łącznie 9 spotkań zdobywając 3 punkty.